# Kanton Tavernes
Kanton Tavernes is een voormalig kanton van het Franse departement Var. Kanton Tavernes maakte deel uit van het arrondissement Brignoles en telde 3436 inwoners (1999). Het werd opgeheven bij decreet van 27 februari 2014, met uitwerking op 22 maart 2015. Alle gemeenten werden opgenomen in het nieuwe kanton Flayosc.

## Gemeenten
Het kanton Tavernes omvatte de volgende gemeenten:
- Artignosc-sur-Verdon
- Fox-Amphoux
- Moissac-Bellevue
- Montmeyan
- Régusse
- Sillans-la-Cascade
- Tavernes (hoofdplaats)